# Kurt Ziesenitz

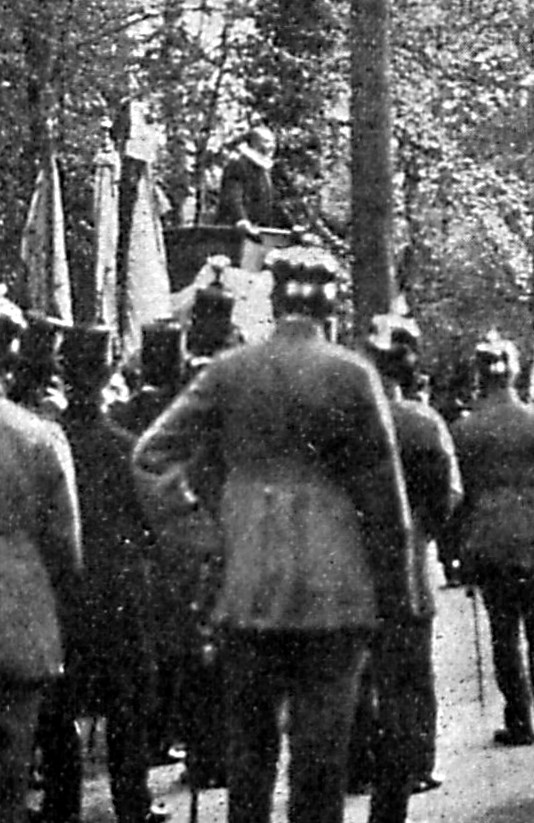
Ziesenitz hält Pfingsten 1916 die Gedächtnisrede

Kurt Rudolf Ziesenitz (Pseudonym: Johann Seifensieder; * 20. September 1882 in Aschersleben; † 20. November 1961 in Lübeck) war ein deutscher evangelisch-lutherischer Geistlicher, Hauptpastor in Kücknitz sowie Abgeordneter der Deutschen Volkspartei (DVP) in der Lübecker Bürgerschaft.

## Leben

### Herkunft
Ziesenitz wurde als Sohn des Rektors an der Lateinschule in Aschersleben geboren.

### Laufbahn
Nachdem Ziesenitz am Stephaneum das Zeugnis der Reife erhalten hatte, ging er zum Studium der Evangelischen Theologie nach Halle, dann nach Berlin. Sein erstes Theologisches Examen legte er 1905 und sein zweites 1908 ab. Er war Vikar in Beetzendorf, Hilfsprediger in Spandau und Lehrer in Straußberg. Nach seiner Ordination am 1. Dezember 1908 im Magdeburger Dom wurde Ziesenitz selbstständiger Hilfsprediger in der Dorfkirche von Solpke.
Die evangelische Kirchengemeinde St. Johannes in Kücknitz wurde 1909 gegründet. In der lübeckischen Jakobikirche wurde Ziesenitz als Pastor für die neue Gemeinde gewählt. Da sein Pastorat zu seinem Amtsantritt noch nicht bezugsfertig war, wohnte er zuerst vier Wochen bei dem Gutsherren Eggers in Dänischburg, bevor er bis zu dessen Fertigstellung im Oktober 1910 die Geibelschen Zimmer im Forsthaus Waldhusen bewohnte. Am Tag der Weihe der 1908 von Carl Mühlenpfordt entworfenen Kücknitzer St.-Johannes-Kirche am 27. November 1910 durch den Senior Lindenberg wurde Ziesenitz als ihr erster Pastor eingeführt.
Als talentierter Redner gewann er als Mitglied der Gesellschaft zur Beförderung gemeinnütziger Tätigkeit früh an Ansehen und schrieb regelmäßig in dessen Lübeckischen Blättern. Er hielt Vorträge wie Geibel als Prophet oder Detlev v. Liliencrons erste Liebe. In deren Sitzung vom 29. Februar 1916 wurde Ziesenitz zu einem ihrer Vorsteher der Bibliothek gewählt. Als Mitglied der Vereinigung zur Bekämpfung des Schundes und Schmutzes in Wort und Bild hielt er am 19. März 1917 einen Vortrag über die „Neue religiöse Volkskunst“. Über seine Reise zu einem deutschen Korps nach Rumänien berichtete er am 25. September 1917. Nach dem Ende des Krieges gingen die Themen seiner Vorträge weiter in die Vergangenheit zurück. So referierte er am 1. Oktober 1918 Über alte Taschenkalender oder im Jahr darauf über Das Leipzig Goethes und seine Mode und Ein neu aufgefundenes Freiheitsbeispiel Johann Jakob Bodmers. Zum 1925 am Lübeckier Theater uraufgeführten Stück „Beland“ von Gerhart Hauptmann verfasste er eine Kritik. Den Pädagogen Eilhard Erich Pauls würdigte Ziesenitz zum 50. Geburtstag. Fortan wandten sich seine Beiträge der Literatur zu. Er besprach Gabriel Scotts Und Gott, Das Fährhaus von Wilhelm Scharrelmann, Der vergnügte Theologe von Euthymius Haas, Ferdinand Zacchis Volk an der See oder die Neuauflage von Max Metzgers Der Gangbutscher. Ein Grußwort zur „Nordisch-deutschen Schriftstellertagung“ stammte von ihm. Emanuel Stickelberger wurde von ihm gewürdigt. 1934 schrieb er nochmals eine Kritik zu dem Theaterstück Waldleute von Carl Hauptmann nochmals eine Theaterkritik. Sein letzter hier abgedruckter Aufsatz, Autor und Theater, sollte 1938 erscheinen.
Ziesenitz fühlte sich in seinem „alten“ Kücknitz wohl. In seinen Augen wurde durch die Zuwanderungswelle das althergebrachte soziale Gefüge zerstört. In seinen Schriften erwähnte er die das neue Kücknitz tragenden Menschen mit keinem Wort. Dennoch wusste er, dass durch das von ihm beschriebene Schicksal von Julius Havemann derjenige, der sich dem Neuen verweigert, scheitert.
Nach dem Vorbild der Muttergesellschaft gründete Ziesenitz 1911 den Gemeinnützigen Verein Kücknitz und Umgegend (GMVK), war sein erster Vorsitzender und trat als einziger für ihn nach außen hin in Erscheinung. Der Verein erhielt erst 1924 eine Satzung und trägt seitdem seinen Namen. Der Verein forderte für den Waldhusener Friedhof eine Kapelle, wirkte beim Generalbebauungsplan Kücknitz mit, der Ausweisung des Dummersdorfer Ufers als „Flächenhaftes Naturdenkmal“, errichtete eine Tanzplatte für die im Schlünz'schen Park stattfindenden Waldfeste und gründete 1930 zusammen mit der Arbeiterwohlfahrt und den beiden christlichen Konfessionen die „Winterhilfe“. Um einer Zwangsauflösung des Gemeinnützigen Vereins durch die Nationalsozialisten zuvorzukommen, löste sich dieser 1933 selbst auf.

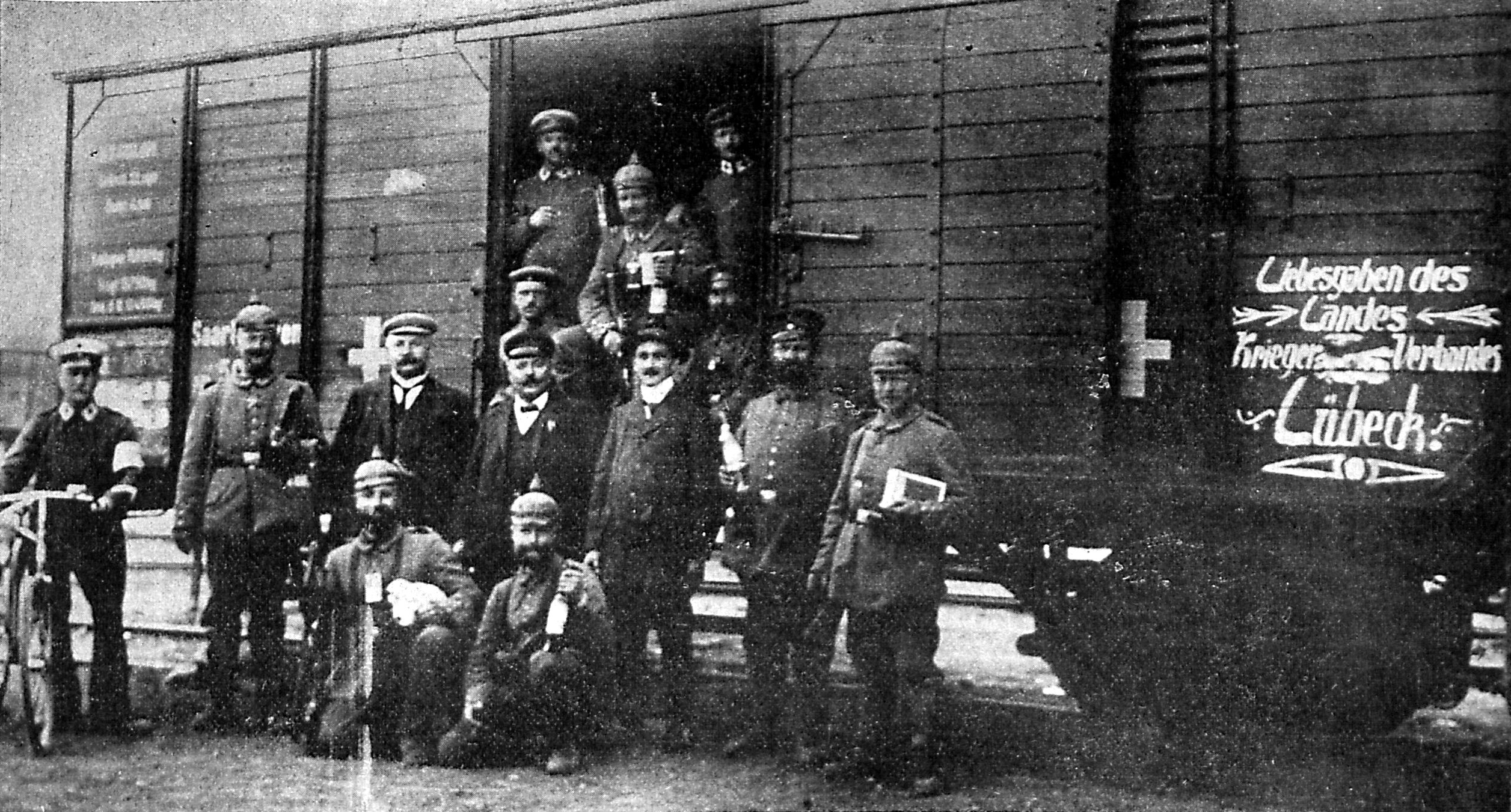
Mit Liebesgaben bei der Ostarmee

In Lübeck erfreute sich Ziesenitz einer hohen Wertschätzung. Im April 1915 brachten Ziesewitz und der stellvertretende Vorsitzende des Landeskriegerverandes Liebesgaben für die im Osten kämpfende Lübeckische Landwehr. Das Korps Morgen, bis zum Ausbruch des Krieges war Curt von Morgen Kommandeur der in der Hansestadt ihr Kommando habenden 81. Infanterie-Brigade, kämpfte an der Rawka gegen die 12. russische Armee. Es war dem Kommandierenden General nicht möglich, seine Lübeckischen Gäste persönlich in der Etappe bei Łowicz zu empfangen. 1917 durfte Ziesenitz abermals Liebesgaben aus Lübeck in den Osten bringen. Wieder zusammen mit dem stellvertretenden Vorsitzenden des Landeskriegerverbandes verließ er am 26. August 1917 die Stadt und erreichte das Korps Morgen, das zu jener Zeit in Rumänien eingesetzt war, am 5. September 1917. In Focșani wurden sie dieses Mal durch Curt von Morgen, dem sie die Liebesgaben übergaben, empfangen.

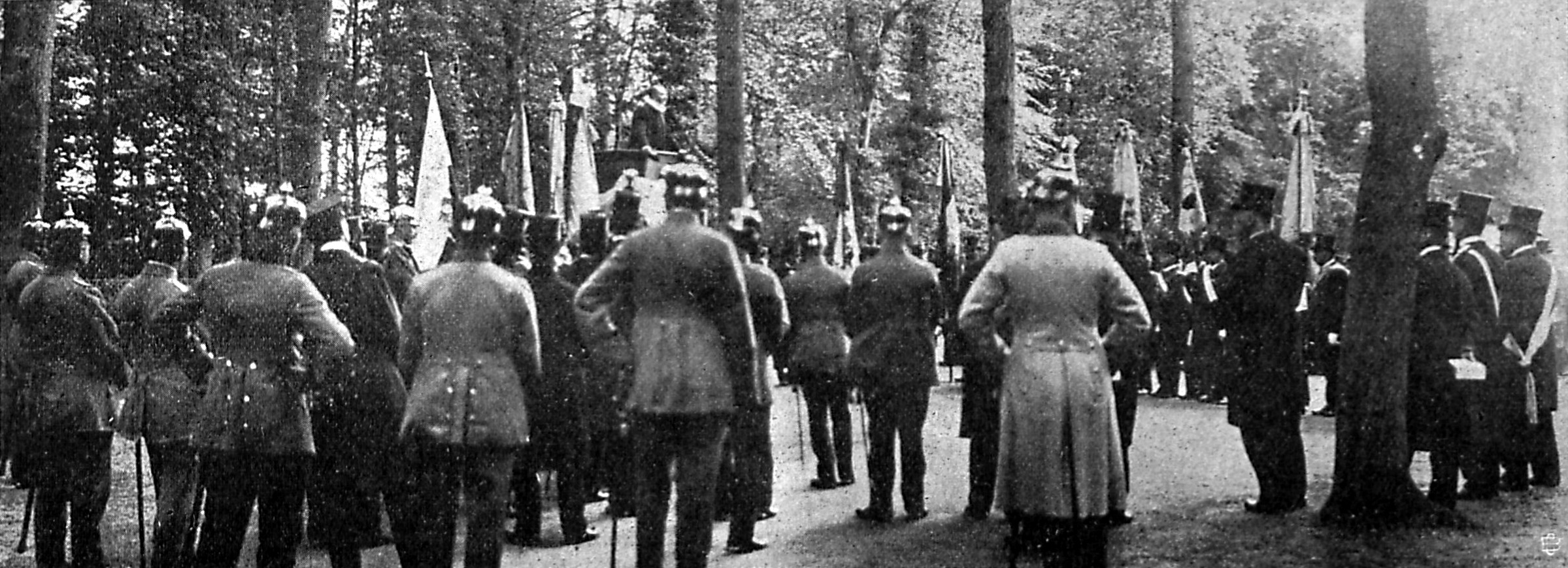
Ziezenitz hält die Gedächtnisrede (1916)

Von ihm wurden die Feierlichkeiten zur Eröffnung des Ehrenfriedhofs am 6. Juni 1915 auf einem Postament in dessen Vorhof mit einer der Erbauung dienenden Predigt, Ziesenitz hatte sie entsprechend dem Anlass an Vers 5 des 3. Kapitels aus dem 2. Buch Mose aus der Lutherbibel angelehnt, in Gegenwart des Bürgermeisters, Johann Hermann Eschenburg, sowie dem Kommandeur des Ersatzbataillons des heimischen Regiments, Oberst v. Kuenheim, Mitglieder des Senates und des Offizierkorps, Mitglieder der Bürgerschaft und andere Ehrengäste, sowie die im Landeskriegerverband vereinigten Kriegerverein eröffnet. Im Jahr darauf hielt er an derselben Stelle er zu Pfingsten die Gedächtnisrede für die Gefallenen.
Am 24. Januar 1918 schloss sich Ziesenitz der Freimaurerbewegung an und trat in die Johannisloge „Tempel der Freundschaft“ ein. Seine besondere Rednergabe ebnete ihm hier Wege und schon 1928 wurde er ihr „Vorsitzender Meister“ und blieb es bis zu ihrer Zwangsauflösung durch die Nationalsozialisten. Der Tempel der Freundschaft wurde nach Kriegsende nicht rekonstituiert; stattdessen schloss sich Ziesenitz der Loge Zum Füllhorn an, deren Vorsitzender Meister er von 1949 bis 1956 war.
Der Lübecker Bürgerschaft gehörte Ziesenitz von 1922 bis 1926 an. Als Mitglied der Deutschen Volkspartei (DVP) gehörte er in den Jahren 1922/23 der „Parteilosen Arbeitsgemeinschaft der Gruppe des Bürgerbundes“ und 1924/25 der „Parteilosen Gruppe Wirtschaftsgemeinschaft“ an. Als Konsequenz aus der Affäre um den Bürgermeister Johann Martin Andreas Neumann wurde 1926 der Hanseatischen Volksbund, welchem Ziesenitz von Beginn an angehörte, gegründet. In den Jahren 1925 und 1926 war er erster Wortführer des Bürgerausschusses.
Die Feierlichkeiten zum 25-jährigen Bestehen der Kirchengemeinde im Jahre 1933 wurde von der NSDAP genutzt, um den Kirchplatz in Schlageter-Platz umzubenennen und dort ein entsprechendes Denkmal zu errichten. Die Weiherede des Denkmals wurde von Beckemeier, Pastor an der Petrikirche, gehalten.
Nach 1933 ging die lübeckische DVP in der NSDAP auf und Ziesenitz wurde somit zu deren Parteimitglied. Seine Mitgliedschaft in der Freimaurerloge sorgte jedoch bereits 1934 zum Ausschluss aus der Partei. Bis zum Ende des Zweiten Weltkriegs gehörte er der Nationalsozialistischen Volkswohlfahrt der Ortsgruppe Lübeck-Kücknitz und der Bewegung deutscher Christen an. im Lübecker Kirchenkampf war er einer der wenigen Lübecker Pastoren, die bis zum Ende 1945 dem deutsch-christlichen und nationalsozialistischen Bischof Erwin Balzer loyal waren. Die Spruchkammer der kirchlichen Entnazifizierungs-Kommission empfahl die Versetzung in den Vorgezogenen Ruhestand. Nach seinem Ausscheiden zum 31. Dezember 1946 bezog er in der Brehmerstraße Nr. 3 seinen Alterswohnsitz und blieb bis Ende 1947 seiner Gemeinde vertretungsweise seelsorgerisch erhalten.
Bereits 1945 war Ziesenitz wieder an herausgehobener Position in der Freimaurerloge tätig. Gegen Ende 1947 wurde der „Gemeinnützige Verein für Kücknitz und Umgegend“, mit Zustimmung der Besatzungsmacht, von 21 Altmitgliedern neu gegründet, die alte Satzung wieder in Kraft gesetzt und Ziesenitz, der inzwischen als „unbelastet“ oder „entlastet“ eingestuft wurde, wieder der 1. Vorsitzende. Er ließ den Verein 1948 in das Vereinsregister eintragen. Der Verein organisierte 1948 eine Müllentsorgung, setzte sich für die dann 1950 erbaute Kapelle auf dem Friedhof ein, erzielte mit dem Erhalt von Badestellen am Dummersdorfer Ufer und der Herreninsel temporäre Erfolge...
Auf das Betreiben von Fritz Körner hin, spaltete sich 1952 Siems vom GMVK ab.
Ziesenitz fehlte bereits 1953 bei der Hälfte der Monatssitzungen und gab auf der Jahreshauptversammlung am 11. Januar 1954 bekannt, aus gesundheitlichen Gründen für das Amt des 1. Vorsitzenden nicht mehr kandidieren zu wollen. In derselben Sitzung wurde er daraufhin zum Ehrenvorsitzenden des Vereins gewählt.
Als Ziesenitz 1955 schwer erkrankte, war er gezwungen, sein Amt als „Vorsitzender Meister“ in der Freimaurerloge aufzugeben.
Sein Leichnam wurde auf dem Waldhusener Friedhof beigesetzt.

### Ziesenitz-Park
Als 1953 die Kücknitzer Umgehungsstraße erbaut wurde, entstand bei deren Einmündung in die alte Travemünder Landstraße ein sogenannter Dreiecksplatz, der vom GMVK parkartig gestaltet wurde. Durch den Weiterbau der B75 in Richtung Travemünde vergrößerte sich dieser in den 60er Jahren. 1987 erhielt die Fläche an der (jetzigen) Solmitzstraße die nötige Ausgestaltung und den Namen Ziesenitz-Park.

### Familie
Ziesenitz hatte sich am 5. Oktober 1909 in Gardelegen mit Christiane, einer geborenen Kallenbach, verheiratet.
Aus der Ehe gingen drei Söhne hervor.

## Werke
- mit Paul Denker (Hrsg.): Wir treten zum Beten: ein Liederbuch für Waldandachten und Friedhofsfeiern sowie für Feldgottesdienste in Jugendwehren und Kriegervereinen. Lübeck: Lübcke und Nöhring 1916
- (Hrsg.) Der Herr hat Großes an uns getan. Kriegspredigten Lübecker Geistlicher. Lübeck: Charles Coleman 1917
- mit Otto Anthes (Hrsg.): Glückhaft Schiff: Jahrbuch lübeckischer Dichter

Band 1 Bad Nassau: Zentralstelle zur Verbreitung Guter Deutscher Literatur 1918
Band 2 unter dem Titel Das Lübecker Dichterbuch: Des ‚Glückhafften Schiffes‘ Zweite Fahrt. Mit 2 Einschaltbildern von Alban Peter. Umschlag-Zeichnung und Buchschmuck von Heino Jaede, Winnenden bei Stuttgart : Zentralstelle zur Verbreitung Guter Deutscher Literatur 1920.
- Von Lübeck nach Focsani mit Liebesgaben zum Korps Morgen., Von Lübecks Türmen, Nummer 40, 27. Jahrgang, Ausgabe vom 6. Oktober 1917, S. 159–160.
- Idyll am Klingenberg., In: Von Lübecks Türmen, Nr. 20, 31. Jahrgang, Ausgabe vom 1. Oktober 1921, S. 84.
- Nachtstück des Lebens: die Tragödie Gottfried August Bürgers in sechs Bildern. Lübeck: Quitzow 1928
- Der Dichter Julius Havemann. Leben und Schaffen In: Der Wagen 1933, S. 64–67.
- Aus dem Kücknitzer Winkel. In: Lübeckischer Kirchenkalender 1938
- Landschaft und Glaube. In: Lübeckischer Kirchenkalender 1940

## Verweise